# Metrópole da Lituânia
A Metrópole da Lituânia (grego: vμητροπολίτης Λιτβων, lituano: Lietuvos metropolija) foi uma província eclesiástica de curta duração da Igreja Ortodoxa de Constantinopla no século XIV. Criada entre 1315 e 1317, teve apenas dois metropolitas e foi descontinuada em 1371. Sua criação foi parte da entrada do Grão-Ducado da Lituânia na rivalidade pelo controle religioso dos principados Rus' entre o Reino da Galícia-Volínia, o Principado da Tuéria e o Grão-Ducado de Moscou. O Império Bizantino, sede do Patriarca de Constantinopla, geralmente preferia uma única Metrópole de Kiev e Toda a Rus' e estava relutante em dividir sua autoridade. Portanto, sempre que possível, o Império Bizantino unia as metrópoles. Enfrentando oposição à divisão física real das metrópoles, os lituanos empregaram táticas adicionais: promoveram seus próprios candidatos para a sé do metropolita de Kiev e Toda a Rus'. Pelos anos 1440, contudo, os anos finais do Império Bizantino, o Grão-Ducado de Moscou efetivamente venceu a disputa e tornou-se o novo centro espiritual da tradição ortodoxa na Europa Oriental.

## História

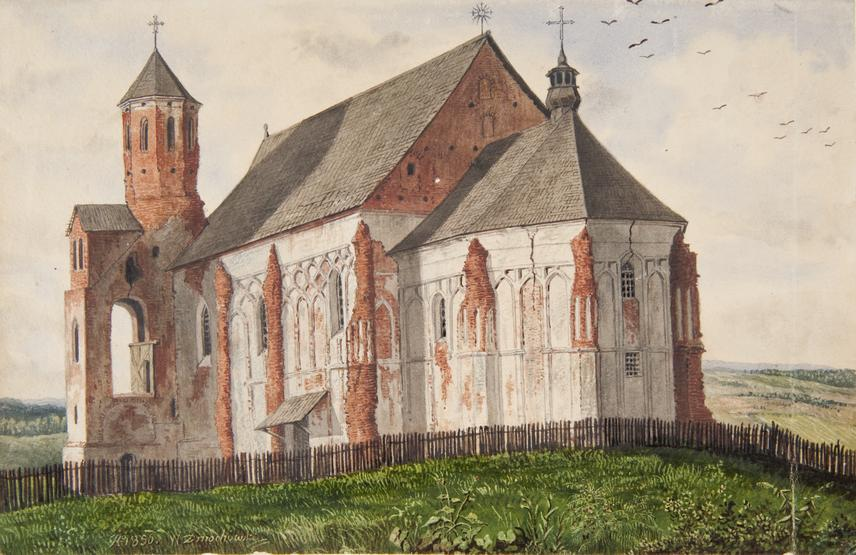
Catedral de São Boris e Gleb em Navahrudak (1856, Museu Nacional de Cracóvia)

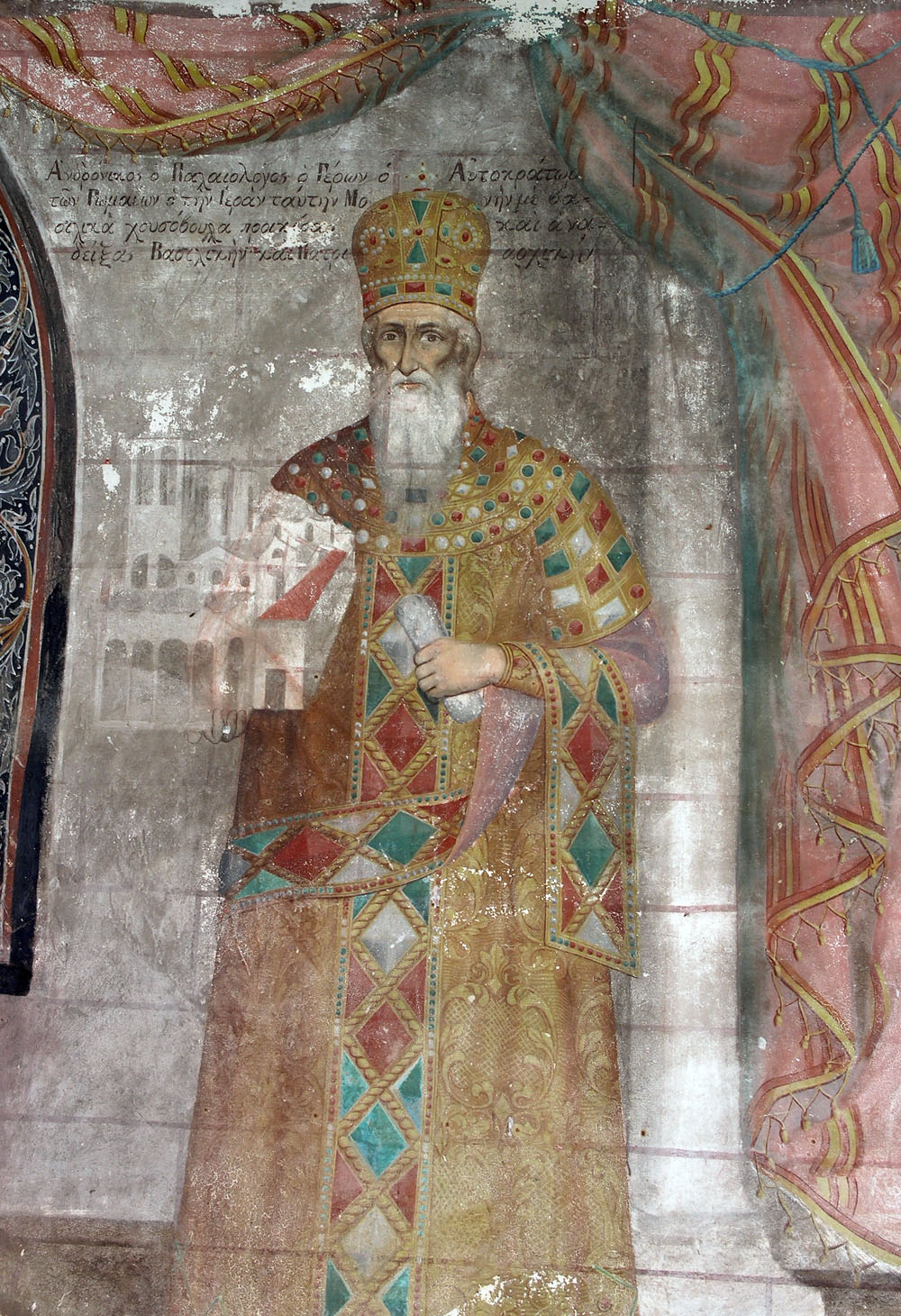
Afresco de r. num mosteiro de Serres

### Estabelecimento
O Grão-Ducado da Lituânia expandiu-se para leste às custas dos principados eslavos ortodoxos da antiga Rússia de Kiev. Enquanto aderentes ao paganismo, os grão-duques Vitenis (r. 1295–1316) e Gediminas (r. 1316–1341) entenderam a importância política de controlar a Igreja. Por esta época, Pedro, o Metropolita de Kiev e Toda a Rus', apoiado pelo Reino da Galícia-Volínia, rivalizou com Miguel Iaroslavique, príncipe da Tuéria, que queria substituir Pedro com seu próprio candidato. Como resultado desta disputa, a sé da metrópole foi transferida para Moscou. A Lituânia tinha um relacionamento bastante amigável com Tuéria e talvez a nova metrópole fosse uma maneira de apoiar Miguel Iaroslavique em sua luta com o metropolita Pedro, cuja renda foi cortada e sua autoridade sobre toda a Rus' ameaçada.
O Império Bizantino, temeroso acerca da crescente influência dos duques locais, geralmente promoveu a unidade da Igreja dentro da Rus', esperando que uma cidade metropolitana forte e unida fosse capaz de resistir às intrigas políticas. Portanto, é incerto porque concordou em estabelecer uma nova metrópole; mais adiante as autoridades bizantinas a consideraram como uma "anomalia" ou o "resultado da confusão". Possivelmente, o Imperador Andrônico II Paleólogo (r. 1282–1328), envolvido em guerras com o Império Otomano na Anatólia, precisava de assistência militar e financeira, ambos dos quais a Lituânia poderia fornecer. O Imperador estabeleceu a metrópole enquanto o patriarca João XIII (r. 1315–1320) ordenou o prelado.

## Metropolitas

### Teófilo (1317-1330)
A metrópole da Lituânia, com a sé episcopal em Navahrudak, tinha dois bispos sufragâneos em Turau e Polatsk. De 1317 a 1330, parece que houve apenas um bispo metropolitano chamado Teófilo, de origem rus'. Uma lista sobrevivente de sua propriedade mostra que Teófilo viajou extensivamente em torno dos principados Rus' e concedeu caros presentes aos governantes proeminentes da região, talvez como parte duma campanha para tornar-se metropolita de Kiev. Após a morte de Pedro em 1326, contudo, Teófilo e um candidato apresentado por Moscou foram rejeitados por Constantinopla como políticos demais. Em vez deles, os bizantinos nomearam o independente Teognosto como o novo metropolita de Kiev e Toda a Rus'. Quando Teófilo morreu em 1330, Teognosto conseguiu restaurar a unidade na Rus': alegando que havia poucos cristãos na Lituânia pagã, a sé da metrópole da Lituânia foi deixada vaga. Caso houvesse necessidade no futuro, um novo metropolita poderia ser nomeado. No meio tempo, Teognosto teria autoridade sobre toda a Rus' e Lituânia.

### Romano (1355-1362)

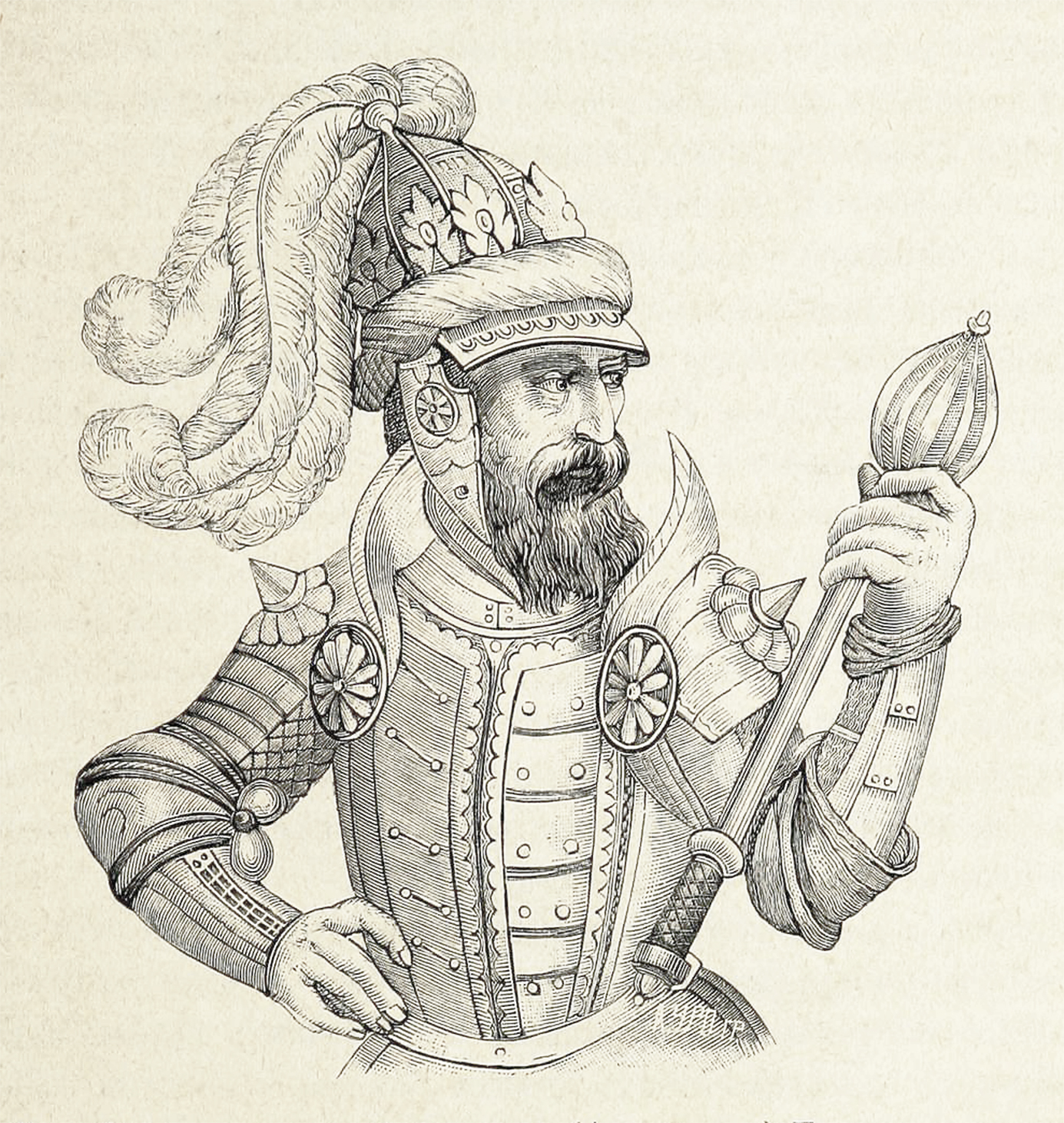
Representação de Algirdas r.

Após a morte de Teognosto em 1353, de início o grão-duque da Lituânia Algirdas (r. 1345–1377) não tentou reviver a metrópole da Lituânia e em vez disso promoveu seu próprio candidato, Teodorito, para a sé de Kiev e Toda a Rus'. Quando falhou em adquirir apoio do Império Bizantino, Teodorito virou-se para o cismático Patriarcado búlgaro de Tarnovo e recebeu ordenação lá. Tais ações podem indicar que Algirdas visionava uma Igreja autocéfala própria. Os enfurecidos bizantinos, por sua vez, forçaram Algirdas a mudar suas táticas. Ele agora apoiava Romano, um monge da Tuéria e parente da esposa de Algirdas, Uliana, e até prometeu converter-se à Ortodoxia em troca da ordenação de Romano. O patriarca Calisto I (r. 1350–1363), rival de Filoteu Cocino, concordou e ordenou Romano como metropolita da Lituânia em 1355.
Romano tentou afirmar sua autoridade sobre todos os territórios eslavos do grão-ducado, mesmo embora pertencessem a metrópole de Kiev e Toda a Rus', cujo bispo metropolitano Aleixo (r. 1354–1375) residia em Moscou. Em 1356, após conflitos diplomáticos, Calisto I uniu a metrópoles da Lituânia e Galícia sob Romano, enquanto Aleixo manteve seu título. A rivalidade continuou, contudo, até a morte de Romano em 1362, quando a Lituânia-Galícia foi colocada sob controle de Aleixo. Em 1371, a metrópole da Lituânia foi oficialmente rebaixada para a posição de um bispado e colocada sob jurisdição do metropolita de Kiev e Toda a Rus'. Contudo, isso não terminou a rivalidade política pela influência religiosa sobre os Rus'. Algirdas com sucesso promoveu seu candidato Cipriano (r. 1375-1382; 1390-1406) enquanto Aleixo ainda estava vivo. Em 1415, o grão-duque Vitautas tentou restabelecer a metrópole da Lituânia e promoveu Gregório Tsamblak. A rivalidade efetivamente terminou em 1448, quando Moscou começou a selecionar os patriarcas independentemente, sem aprovação do Império Bizantino, que colapsaria logo adiante, em 1453.